# 72. ročník udílení Oscarů
72. ročník udílení Oscarů proběhl 26. března 2000 ve Shrine Auditorium, (Los Angeles) a udílel ocenění pro nejlepší filmařské počiny roku 1999. Udílely se ceny ve 23 kategoriích a producenty byli manželé Richard D. Zanuck a Lili Fini Zanuck. Večer moderoval již po sedmé Billy Crystal.

## Nominace a vítězové
Vítězové v dané kategorii jsou uvedeni tučně.
| Nejlepší film | Nejlepší režie |
| --- | --- |
| Americká krása - Pravidla moštárny - Zelená míle - Insider: Muž, který věděl příliš mnoho - Šestý smysl | Sam Mendes – Americká krása - Spike Jonze – V kůži Johna Malkoviche - Lasse Hallström – Pravidla moštárny - Michael Mann – Insider: Muž, který věděl příliš mnoho - M. Night Shyamalan – Šestý smysl                                                                                   |
| Nejlepší herec | Nejlepší herečka |
| Kevin Spacey jako Lester Burnham – Americká krása - Russell Crowe jako Jeffrey Wigand – Insider: Muž, který věděl příliš mnoho - Richard Farnsworth jako Alvin Straight – Příběh Alvina Straighta - Sean Penn jako Emmet Ray – Sladký ničema - Denzel Washington jako Rubin Carter – Hurikán v ringu | Hilary Swank jako Brandon Teena – Kluci nepláčou - Annette Bening jako Carolyn Burnham – Americká krása - Janet McTeer jako Mary Jo Walker – Toulavé boty - Julianne Moore jako Sarah Miles – Hranice lásky - Meryl Streep jako Roberta Guaspari – Hudba mého srdce                    |
| Nejlepší herec ve vedlejší roli | Nejlepší herečka ve vedlejší roli |
| Michael Caine jako Dr. Wilbur Larch – Pravidla moštárny - Tom Cruise jako Frank T.J. Mackey – Magnolia - Michael Clarke Duncan jako John Coffey – Zelená míle - Jude Law jako Dickie Greenleaf – Talentovaný pan Ripley - Haley Joel Osment jako Cole Sear – Šestý smysl | Angelina Jolie jako Lisa Rowe – Narušení - Toni Collette jako Lynn Sear – Šestý smysl - Catherine Keener jako Maxine Lund – V kůži Johna Malkoviche - Samantha Mortonová jako Hattie – Sladký ničema - Chloë Sevigny jako Lana Tisdel – Kluci nepláčou                                 |
| Nejlepší původní scénář | Nejlepší adaptovaný scénář |
| Americká krása – Alan Ball - V kůži Johna Malkoviche – Charlie Kaufman - Magnolia – Paul Thomas Anderson - Šestý smysl – M. Night Shyamalan - Páté přes deváté – Mike Leigh | Pravidla moštárny – John Irving - Kdo s koho – Alexander Payne a Jim Taylorfrom - Zelená míle – Frank Darabont - Insider: Muž, který věděl příliš mnoho – Eric Rothand - Talentovaný pan Ripley – Anthony Minghellaadapted                                                             |
| Nejlepší cizojazyčný film | Nejlepší dokument |
| Vše o mé matce (Španělsko) – Pedro Almodóvar - Východ-Západ (Francie) – Régis Wargnier - Himálaj - Karavana (Nepál) – Éric Valli - Šelomon a Gaenor (Spojené království) – Paul Morrison - Under the Sun (Švédsko) – Colin Nutley | One Day in September – Arthur Cohn a Kevin Macdonald - Buena Vista Social Club – Wim Wenders a Ulrich Felsberg - Genghis Blues – Roko Belic a Adrian Belic - On the Ropes – Nanette Burstein a Brett Morgen - Speaking in Strings – Paola di Florio a Lilibet Foster                   |
| Nejlepší krátký dokument | Nejlepší krátký hraný film |
| King Gimp – Susan Hannah Hadary a William A. Whiteford - Eyewitness – Bert Van Bork - The Wildest Show in the South: The Angola Prison Rodeo – Simeon Soffer a Jonathan Stack | My Mother Dreams the Satan's Disciples in New York – Barbara Schock a Tammy Tiehel - Bror, Min Bror – Henrik Ruben Genz a Michael W. Horsten - Killing Joe – Mehdi Norowzian a Steve Wax - Kleingeld – Marc-Andreas Bochert a Gabriele Lins - Major and Minor Miracles – Marcus Olsson |
| Nejlepší krátký animovaný film | Nejlepší vizuální efekty |
| Stařec a moře – Alexander Petrov - 3 Misses – Paul Driessen - Humdrum – Peter Peake - My Grandmother Ironed the King's Shirts – Torill Kove - Když se rozednívá – Wendy Tilby a Amanda Forbis | Matrix – John Gaeta, Janek Sirrs, Steve Courtley a Jon Thum - Star Wars: Epizoda I – Skrytá hrozba – John Knoll, Dennis Muren, Scott Squires a Rob Coleman - Myšák Stuart Little – John Dykstra, Jerome Chen, Henry F. Anderson III a Eric Allard                                      |
| Nejlepší píseň | Nejlepší zvukové efekty |
| „You'll Be in My Heart“ – Phil Collins – Tarzan - „Blame Canada“ – Trey Parker a Marc Shaiman – South Park: Peklo na Zemi - „Music of My Heart“ – Diane Warren – Hudba mého srdce - „Save Me“ – Aimee Mann – Magnolia - „When She Loved Me“ – Randy Newman – Toy Story 2: Příběh hraček | Matrix – Dane Davis - Klub rváčů – Ren Klyce a Richard Hymns - Star Wars: Epizoda I – Skrytá hrozba – Ben Burtt a Tom Bellfort |
| Nejlepší zvuk | Nejlepší výprava |
| Matrix – John T. Reitz, Gregg Rudloff, David E. Campbell a David Lee - Zelená míle – Robert J. Litt, Elliot Tyson, Michael Herbick a Willie D. Burton - Insider: Muž, který věděl příliš mnoho – Andy Nelson, Doug Hemphill a Lee Orloff - Mumie – Leslie Shatz, Chris Carpenter, Rick Kline a Chris Munro - Star Wars: Epizoda I – Skrytá hrozba – Gary Rydstrom, Tom Johnson, Shawn Murphy a John Midgley | Ospalá díra – Rick Heinrichs a Peter Young - Anna a král – Luciana Arrighi a Ian Whittaker - Pravidla moštárny – David Gropman a Beth Rubino - Talentovaný pan Ripley – Roy Walker a Bruno Cesari - Páté přes deváté – Eve Stewart a John Bush                                         |
| Nejlepší kamera | Nejlepší střih |
| Americká krása – Conrad Hall - Hranice lásky – Roger Pratt - Insider: Muž, který věděl příliš mnoho – Dante Spinotti - Ospalá díra – Emmanuel Lubezki - Sníh padá na cedry – Robert Richardson | Matrix – Zach Staenberg - Americká krása – Tariq Anwar a Christopher Greenbury - Pravidla moštárny – Lisa Zeno Churgin - Insider: Muž, který věděl příliš mnoho – William Goldenberg, Paul Rubell a David Rosenbloom - Šestý smysl – Andrew Mondshein                                  |
| Nejlepší masky | Nejlepší kostýmy |
| Páté přes deváté – Christine Blundell a Trefor Proud - Austin Powers: Špion, který mě vojel – Michèle Burke a Mike Smithson - Andrew – člen naší rodiny – Greg Cannom - Doživotí – Rick Baker | Páté přes deváté – Lindy Hemming - Anna a král – Jenny Beavan - Ospalá díra – Colleen Atwood - Talentovaný pan Ripley – Ann Roth and Gary Jones - Titus – Milena Canonero |
| Nejlepší hudba | |
| Krvavé housle – John Corigliano - Americká krása – Thomas Newman - Andělin popel – John Williams - Pravidla moštárny – Rachel Portman - Talentovaný pan Ripley – Gabriel Yared | |